# Emisora Films
Emisora Films va ser una productora creada pel director cinematogràfic Ignasi F. Iquino i el seu cunyat, Francisco Arisa Esparones.
Ignasi F. Iquino aportà el nom a la marca de la productora, que ell mateix havia fundat el 1934, així com la seva experiència en el camp cinematogràfic. Els dos socis fundadors van signar un contracte amb la distribuïdora Hispano Foxfilm i també un acord d'exhibició amb el Cine Kursaal i més tard amb el Fèmina. Entre el 1943 i 1948 Emisora Films va treure al mercat un total de 20 produccions, totes dirigides per Iquino.
A causa d'algunes diferències amb Francisco Arisa, Iquino deixà l'empresa l'any 1948 i fundà la seva pròpia productora, IFI Producciones Cinematográficas. Els darrers films per a Emisora Films que va dirigir Iquino foren El ángel gris (1947), Noche sin Cielo (1947), El tambor del Bruch (1948) i Canción mortal (1948) (Porter). Sense Iquino, Francisco Ariza continuà al capdavant d'Emisora Films produint títols com Un hombre de mundo (Manuel Tamayo, 1948) o En un Rincón de España (Jerónimo Mihura, 1949) i El señorito Octavio (1950). Amb Mihura també produí Mi adorado Juan (1949) i treballà amb directors de prestigi com ara Antonio Román, amb Pacto de silencio (1949), o Juli Salvador amb Apartado de Correos 1001 (1950). Aquest film va ser objecte de rèplica per part del mateix Iquino amb Brigada criminal (1950), pel·lícula que encetà una sèrie de films que renovaren el cinema criminal espanyol, vinculant el seu estil amb el del cinema barceloní.
El 1951 Emisora Films tancà les portes després de produir el darrer llargmetratge de Mihura, Me quiero casar contigo. A partir d'aquest moment Ariza es va dedicar a múltiples negocis desvinculats de la producció cinematogràfica.
L'èxit d'Emisora Films es va basar en premisses empresarials molt clares: saber què volia el públic a cada moment, intentar crear un star system propi i una marca diferenciada, així com un domini directe o indirecte de les tres branques cinematogràfiques de producció, distribució i exhibició.
Imitant els esquemes de producció de Hollywood, Emisora Films aconseguí rodar amb un equip força estable de tècnics i operadors, com ara el compositor Ramon Ferrés, pare d'Iquino, decoradors com Joan Alberto Soler i Josep Pellicer o guionistes com Joan Lladó i Juli Coll. En el si d'aquest equip s'establí un star system autòcton amb intèrprets regulars del qual formaren part Ana Mariscal, Elena Espejo, Conrado San Martín, Adriano Rimoldi, Mary Martín, Antoni Bofarull i Teresa Idel.

## Filmografia
Relació no exhaustiva:
- Viviendo al revés (1943)
- Fin de curso (1943)
- Turbante blanco (1944)
- Hombres sin honor (1944)
- Cabeza de Hierro (1944)
- Una sombra en la ventana (1944)
- El obstáculo (1945)
- ¡Culpable! (1945)
- Aquel viejo molino (1946)
- Sinfonía del hogar (1947)
- El ángel gris (1947)
- Noche sin cielo (1947)
- El tambor del Bruch (1948)
- Canción mortal (1948)
- Un hombre de mundo (1948)
- En un rincón de España (1948)
- Mi adorado Juan (1949)
- Pacto de silencio (1949)
- El señorito Octavio (1950)
- Apartado de Correos 1001 (1950)
- Me quiero casar contigo (1951)